# دانيال أكونا
دانيال أكونا (بالإسبانية: Daniel Acuña)‏ هو فنان قصص مصورة إسباني، ولد في 1974 في أغيلاس في إسبانيا.